# Internacional Porto Alegre
Der Sport Club Internacional, kurz SC Internacional, Internacional oder einfach nur Inter und im deutschen Sprachraum allgemein bekannt als Internacional Porto Alegre, ist ein Fußballklub aus Porto Alegre, der Hauptstadt des brasilianischen Bundesstaates Rio Grande do Sul der weltweit ins Rampenlicht trat, als er 2006 die FIFA Klub-Weltmeisterschaft gewann. Das Maskottchen des Vereins ist Saci, ein koboldähnliches Wesen schwarzer Hautfarbe mit nur einem Bein, das der Sagenwelt der frühen Sklavenzeit Brasiliens entstammt.

## Historie
Der Klub wurde am 4. April 1909 gegründet. Das Stadion von Internacional Porto Alegre ist das Beira-Rio-Stadion mit einer Zuschauerkapazität von 56.000. Die Mannschaft spielt für gewöhnlich in roten Trikots und weißen Hosen. Internacional ist die einzige Mannschaft in der Geschichte des brasilianischen Fußballs, die eine nationale Meisterschaft unbesiegt gewann (1979).
1984 repräsentierten die Spieler der Mannschaft von Internacional bei den Olympischen Spielen von Los Angeles Brasilien und holten die Silbermedaille.
Im Jahr 2005 verlor Internacional die nationale Meisterschaft aufgrund eines Schiedsrichterskandals und der nachfolgenden Annullierung und Wiederholung einiger Spiele. Auf dem Platz hatte Internacional die Meisterschaft zunächst gewonnen, doch in den Wiederholungsspielen holte der Konkurrent Corinthians São Paulo vier zusätzliche Punkte und zog noch an Inter vorbei. Bis heute beschwert sich die Fangemeinde von Internacional jedoch, dass der Schiedsrichter auch beim direkten Duell im Stadion Pacaembu in São Paulo, einen Strafstoß für Internacional beim Stand von 1:1 nicht gab, sondern den bis dahin besten Spieler von Inter, Tinga, wegen einer vermeintlichen Schwalbe des Feldes verwies. Zwei Wochen sicherte sich Corinthians den Titel mit nur 3 Punkten Vorsprung vor Inter.
Im Jahr 2006 gewann Internacional dann mit Ergebnissen von 2:2 und 2:1 im Finale gegen den FC São Paulo die Copa Libertadores. Im Dezember desselben Jahres krönte Inter mit einem 1:0-Finalsieg gegen den FC Barcelona in Tokio die erfolgreichste Saison der Vereinsgeschichte und wurde auch Klub-Weltmeister. 2008 konnte Inter die Copa Sudamericana gewinnen und nennt sich seitdem campeão de tudo (frei übersetzt: Meister aller Wettbewerbe) – was eine Spitze gegen den Stadt- und Erzrivalen Grêmio Porto Alegre darstellt, der zwar viele, aber nicht alle möglichen Titel gewonnen hat und dem ausgerechnet die Copa Sudamericana als einzige Trophäe noch fehlt. Im Jahr 2010 gewann Internacional erneut die Copa Libertadores. In den Finalspielen besiegte Inter das Team von Deportivo Guadalajara aus Mexiko mit 2:1 und 3:2. Im Dezember des Jahres 2010 verlor Internacional das Halbfinale der Vereinsweltmeisterschaft überraschend gegen den kongolesischen Verein Tout Puissant Mazembe mit 0:2. Internacional war damit nach Real Madrid im Jahr 2000 der zweite Verein aus Europa und Südamerika, der bei diesem Wettbewerb den Einzug in das Finale verfehlte.

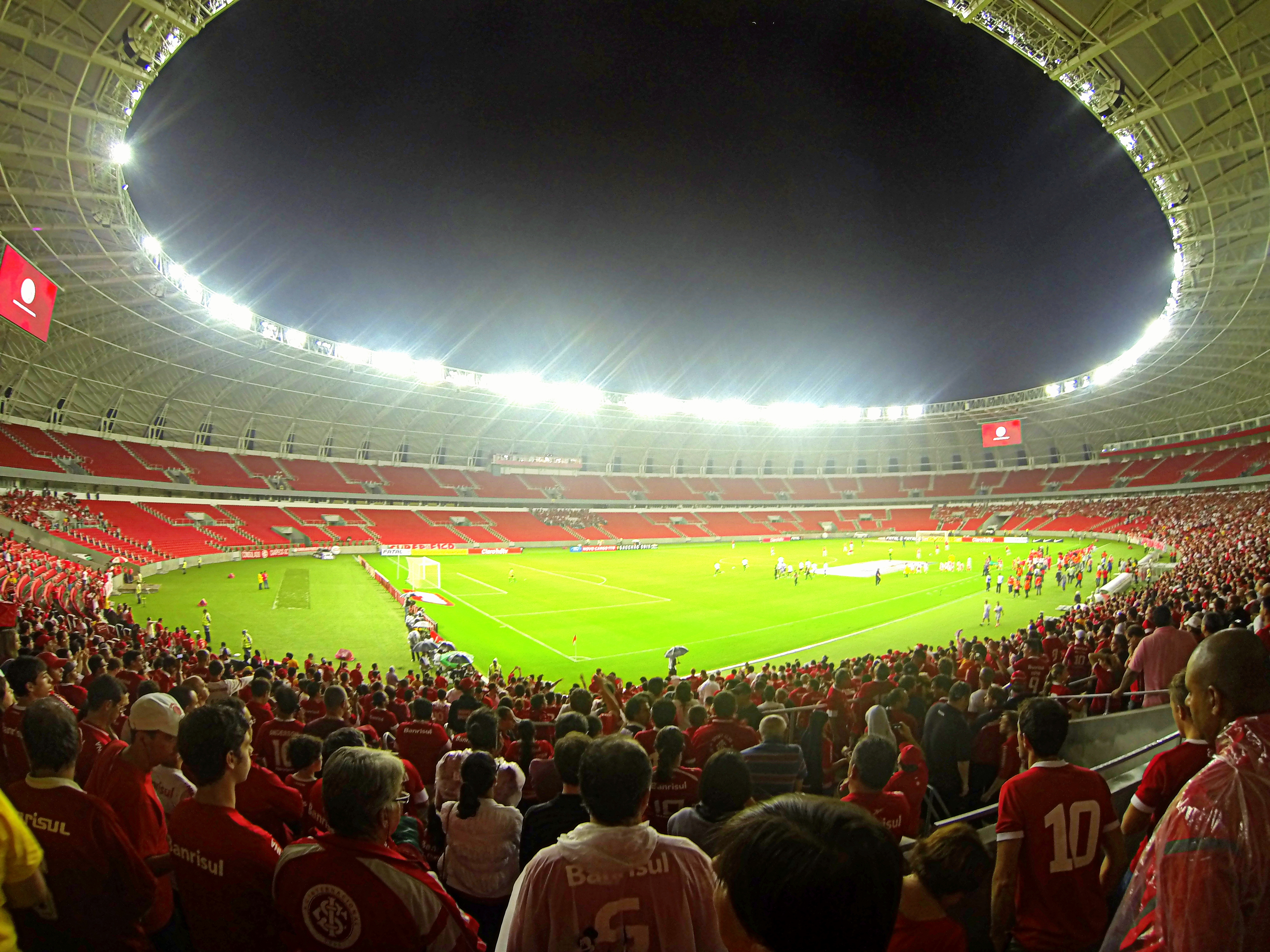
Das Stadion Beira-Rio 2014

Bis zur Série A 2016 gehörte Internacional zu den drei Klubs, die immer in der obersten brasilianischen Liga spielten. Am Ende der 2016er-Saison musste der Klub auf Tabellenplatz 17 liegend in die Serie B absteigen. In der Spielzeit 2017 gelang als Tabellenzweiter der direkte Wiederaufstieg in die Serie A. Bis kurz vor Ende der Saison 2018 konnte der Klub um die Meisterschaft mitspielen und belegte am Ende den dritten Platz.
Das Vereinslogo veränderte sich im Zuge der Jahre. Die letzte Anpassung erfolgte 2009, bei welcher auf Sterne über dem Logo verzichtet wurde und der Vereinsname integriert wurde.
| Entwicklung des Vereinslogos | Entwicklung des Vereinslogos | Entwicklung des Vereinslogos | Entwicklung des Vereinslogos | Entwicklung des Vereinslogos | Entwicklung des Vereinslogos | Entwicklung des Vereinslogos | Entwicklung des Vereinslogos |
| 1909                         | 1977–1979                    | 1993–2005                    | 2006                         | 2007                         | 2009-                        |                              |                              |
| ---------------------------- | ---------------------------- | ---------------------------- | ---------------------------- | ---------------------------- | ---------------------------- | ---------------------------- | ---------------------------- |

## Erfolge
- Klub-Weltmeisterschaft: 2006
- Copa Libertadores: 2006, 2010
- Copa Sudamericana: 2008*
- Recopa Sudamericana:  2007, 2011
- Campeonato Brasileiro de Futebol:  1975, 1976, 1979*
- Brasilianischer Pokalsieger: 1992
- Staatsmeisterschaft von Rio Grande do Sul: (46×) 1927*, 1934*, 1940–1945, 1947, 1948, 1950–1953, 1955, 1961, 1969–1976, 1978, 1981–1984, 1991, 1992, 1994, 1997, 2002–2005, 2008, 2009*, 2011–2016, 2025
- Copa Federação Gaúcha de Futebol: 2009, 2010
- Punta Cup: 2010, 2011

* unbesiegt

## Aktueller Kader
Stand: September 2024
| Nr. |           | Position | Name           |
| --- | --------- | -------- | -------------- |
| 1   | Uruguay   | TW       | Sergio Rochet  |
| 3   | Brasilien | AB       | Igor Gomes     |
| 5   | Brasilien | MF       | Fernando       |
| 6   | Brasilien | AB       | Renê           |
| 7   | Brasilien | MF       | Hyoran         |
| 8   | Brasilien | MF       | Bruno Henrique |
| 10  | Brasilien | MF       | Alan Patrick   |
| 11  | Brasilien | ST       | Wanderson      |
| 12  | Brasilien | TW       | Fabrício       |
| 13  | Ecuador   | ST       | Enner Valencia |
| 15  | Brasilien | MF       | Bruno Gomes    |
| 17  | Brasilien | ST       | Bruno Tabata   |
| 18  | Uruguay   | AB       | Agustín Rogel  |
| 19  | Kolumbien | ST       | Rafael Borré   |
| 20  | Brasilien | AB       | Clayton        |
| 21  | Brasilien | ST       | Wesley         |

| Nr. |             | Position | Name               |
| --- | ----------- | -------- | ------------------ |
| 22  | Brasilien   | TW       | Ivan               |
| 23  | Brasilien   | AB       | Nathan             |
| 24  | Brasilien   | TW       | Anthoni            |
| 25  | Argentinien | AB       | Gabriel Mercado    |
| 26  | Argentinien | AB       | Alexandro Bernabéi |
| 29  | Brasilien   | MF       | Thiago Maia        |
| 31  | Argentinien | ST       | Lucas Alario       |
| 34  | Brasilien   | MF       | Gabriel Carvalho   |
| 40  | Brasilien   | MF       | Rômulo             |
| 44  | Brasilien   | AB       | Vitão              |
| 45  | Brasilien   | ST       | Lucca              |
| 47  | Brasilien   | MF       | Gustavo Prado      |
| 48  | Brasilien   | ST       | Lucca Drummond     |
| 50  | Brasilien   | AB       | João Dalla Corte   |
| -   | Argentinien | AB       | Braian Aguirre     |

### Ausgeliehene Spieler
Stand: Juni 2022
| Nr. |             | Position | Name                                                             |
| --- | ----------- | -------- | ---------------------------------------------------------------- |
|     | Brasilien   | ST       | Peglow (ausgeliehen an FC Porto bis 30. Juni 2022)               |
|     | Brasilien   | AB       | Léo Borges (ausgeliehen an FC Porto bis 30. Juni 2022)           |
|     | Argentinien | AB       | Víctor Cuesta (ausgeliehen an Botafogo FR bis 31. Dezember 2022) |

| Nr. |           | Position | Name                                                                    |
| --- | --------- | -------- | ----------------------------------------------------------------------- |
|     | Brasilien | MF       | Nonato (ausgeliehen an Fluminense Rio de Janeiro bis 31. Dezember 2022) |
|     | Brasilien | ST       | Thiago Galhardo (ausgeliehen an Celta Vigo bis 30. Juni 2022)           |
|     | Brasilien | AB       | Rodrigo Lindoso (ausgeliehen an Ceará SC bis 31. Dezember 2022)         |

## Trainer
- Paulo César Carpegiani (1985–1986)
- Paulo Autuori (1999)
- Carlos Alberto Parreira (2001–2002)
- Jorge Fossati (2009–2010)

## Spieler
- Aílton
- Alex
- Alexandre Pato
- Alisson
- André Cruz
- Andrés D’Alessandro
- Dida
- Diego Forlán
- Carlos Dunga
- Chris
- Cláudio Taffarel
- Daniel Carvalho
- Elías Figueroa
- Fábio Rochemback
- Falcão
- Fernandão
- Fernando Baiano
- Carlos Gamarra
- Giuliano
- Juan Jesus
- Leandro Damião
- Lúcio
- Manga
- Oscar
- Paulo César Carpegiani
- Pedro Iarley
- Rafael Sóbis
- Roberto Abbondanzieri
- Rubén Paz
- Tinga

## Frauenfußball
Internacional Porto Alegre war einer der ersten Spitzenvereine Brasiliens, der 1984 eine Frauenfußballabteilung gründete, fünf Jahre nach der Aufhebung des gesetzlichen Verbotes. Nach einer mehrjährigen Unterbrechung wurde diese Sektion 2017 neu aufgestellt.